# Франц Конрад фон Хецендорф
Франц Конрад фон Хецендорф  (Пенцинг, 11. новембар 1852 — Бад Мергентхајм, 25. август 1925) је био аустроугарски генерал и начелник генералштаба аустроугарске војске на почетку Првог светског рата.

## Детињстви и младост
Рођен је у предграђу Беча у породици пензионисаног официра, који је потицао из Моравске. Његов прадеда је постао племић. Постао је војник још као јако млад, а остао је у војсци до краја Првог светског рата. Брзо је напредовао у војној хијерархији.

## Начелник генералштаба
Начелник генералштаба аустроугарске војске постао је 1906. године. Неуморно се залагао за модернизацију оружаних снага Аустроугарске. Веровао је да је неминован сукоб германске и словенске цивилизације. Био је забринут снагом мађарске елите унутар Аустроугарске. Сматрао је Аустроугарску првенствено немачким царством и веровао је у потребу слабљења мађарског утицаја у царству. Осим тога био је забринут и због италијанских амбиција на Балкану.

## Предлог рата против Србије
Ипак његова највећа преокупација и жеља је била превентивни рат против Србије, да би се смањила опасност за коју је он веровао да постоји. У исто време би променио политичку равнотежу унутар Аустроугарске смањујући значај Мађара, а повећавајући значај Словена. Први пут је рат против Србије предложио 1906, па затим 1908 — 1909, 1912 — 1913, у октобру 1913, и у мају 1914. године. Током 1913, двадесет пет пута је предлагао рат против Србије.

## Први светски рат
Био је један од главних заговорника рата против Србије након убиства престолонаследника Франца Фердинанда. Иако је имао велике жеље за отпочињањем рата, аустроугарска војска се није нарочито истакла у вођењу рата.
Хецендорф је предлагао нереалне и грандиозне планове, не узимајући у обзир терен и климу. Планови му често нису узимали у обзир снагу непријатеља. Српска војска се показала много ефикаснијом него што је он предвиђао. Његове прве офанзиве против Италије исто тако су биле лоше вођене и завршавале су великим људским губицима. Његовим грешкама аустроугарска војска је прву годину рата завршила војно значајно ослабљена. Најкатастрофалнији пораз је био током Брусиловљеве офанзиве, када је аустроугарска војска изгубила 1,5 милиона војника. После тога аустроугарска војска више није била значајна војна сила. Више није могла да изводи офанзиве без немачке помоћи. Већина аустријских победа је била могућа само заједно са немачком армијом, од које су постали јако зависни. Постоји и супротно мишљење британског историчара Сирила Фолса који о Хецендорфу има мишљење да је био најбољи стратег и да су немачки генерали правили офанзиве по Хецендорфовим плановима.
Крајем 1917. сменио га је нови цар Карл са места начелника генералштаба. Постао је гроф 1918. године. Дотад је био барон.